# 25. domobranska pješačka pukovnija
25. domobranska zagrebačka pješačka pukovnija (Zagraber Landwehr-Infanterie-Regiment Nr.25, Zágrábi 25. honvéd gyalogezred) bila je pukovnija u sastavu Kraljevskog hrvatskog domobranstva. Stožer pukovnije bio je u Zagrebu. I. i III. bojna bila je stacionirana u Zagrebu, a II. u Varaždinu.

## Povijest
Osnovana je 1889. iz 25. pješačke polubrigade, koja je ustrojena 1874. iz 79., 80. i 83. domobranske satnije.
Zapovjednik pukovnije 1914. bio je pukovnik Anton Matašić. Iste godine uključena je u 42. domobransku pješačku "Vražju" diviziju. Divizija je imala 14.000 ljudi i bila je pod zapovjedništvom general-pukovnika Stjepana Sarkotića. To je jedna od najpoznatijih vojnih postrojba hrvatske ratne prošlosti. Svoj ratni put počela je na srbijanskom ratištu, u Srijemu, kao dio snaga prvog udara. Kasnije sudjeluje u bitkama na Ceru i Kolubari, a zatim je upućena u Galiciju. Početkom 1918. godine bila je prebačena na talijansko ratište, gdje ostaje do kraja rata. Divizija se posebno istaknula 1915. prilikom zauzimanja Crne Gore.
Pukovnija se istakla na Drinskoj fronti te je u prodoru V. Austro-ugarske armije prema Valjevu prodrla daleko u zaleđe srpskog operativnog razvoja, te zauzela Baćinovac, koji je branila gotovo cijela srpska divizija.
O ljudskim gubitcima svih hrvatskih postrojbi austro-ugarske vojske uoči Božića 1915. govori Miroslav Krleža u romanu Zastave (citirajući vjerodostojno onodobne novinske izvještaje): 25. domobranska pješačka pukovnija 14.000 mrtvih, 26. pukovnija 20.000 mrtvih, a 53. pukovnija 18.000 poginulih. Do točnih podataka je teško doći, jer su oni zametnuti i rasuti po arhivima u Beču, Budimpešti i Beogradu.
U prosincu 1918., časnici i domobrani sad već bivše 25. zagrebačke pukovnije sudjelovali su u oslobađanju Međimurja od mađarske okupacije. Odlučeno je da to učine hrvatske vojne postrojbe, sastavljene od domobrana 25. i 26. domobranske pukovnije, zajedno s vojnicima 53. i 96. pukovnije zajedničke austro-ugarske vojske, dobrovoljcima i domobranima iz ostalih postrojbi, pod zapovjedništvom potpukovnika Slavka Kvaternika, Stjepana Sertića, majora Mirka Pogledića te satnika Josipa Špoljara.

## Raspuštanje
5. prosinca 1918. g. oko 13 sati 25. domobranska pješačka pukovnija krenula je na Jelačićev trg u Zagrebu prosvjedovati protiv raspuštanja domobranstva nakon završetka Prvog svjetskog rata. Na Trgu si im se priključili građani. Domobrani su razvili hrvatske trobojnice i otvoreno skandirali republika i Hrvatska. Čim su došli na Jelačićev trg na njih je otvorena puščana i mitraljeska vatra s krovova okolnih zgrada i ubijeno je 13, a ranjeno 17 ljudi, što je poznato pod nazivom Prosinačke žrtve.
Stvaranjem Države Slovenaca, Hrvata i Srba pokrenut je krajem 1918. proces demobilizacije u kojem je raspušteno Hrvatsko domobranstvo. Raspuštanje domobranstva počelo je u studenome 1918. i nastavilo se u prvim mjesecima 1919. Početkom siječnja 1919. naređeno je ukidanje 25. i 26. pješačke pukovnije (kao i onih iz zajedničke austro-ugarske vojske).

## Sastav
1914. narodnosni sastav je bio sljedeći: 97% Hrvata i Srba te 3% ostalih.